# Sixtinska kapellet
Sixtinska kapellet är påvens privata kapell i Vatikanen. Det används även vid en konklav.

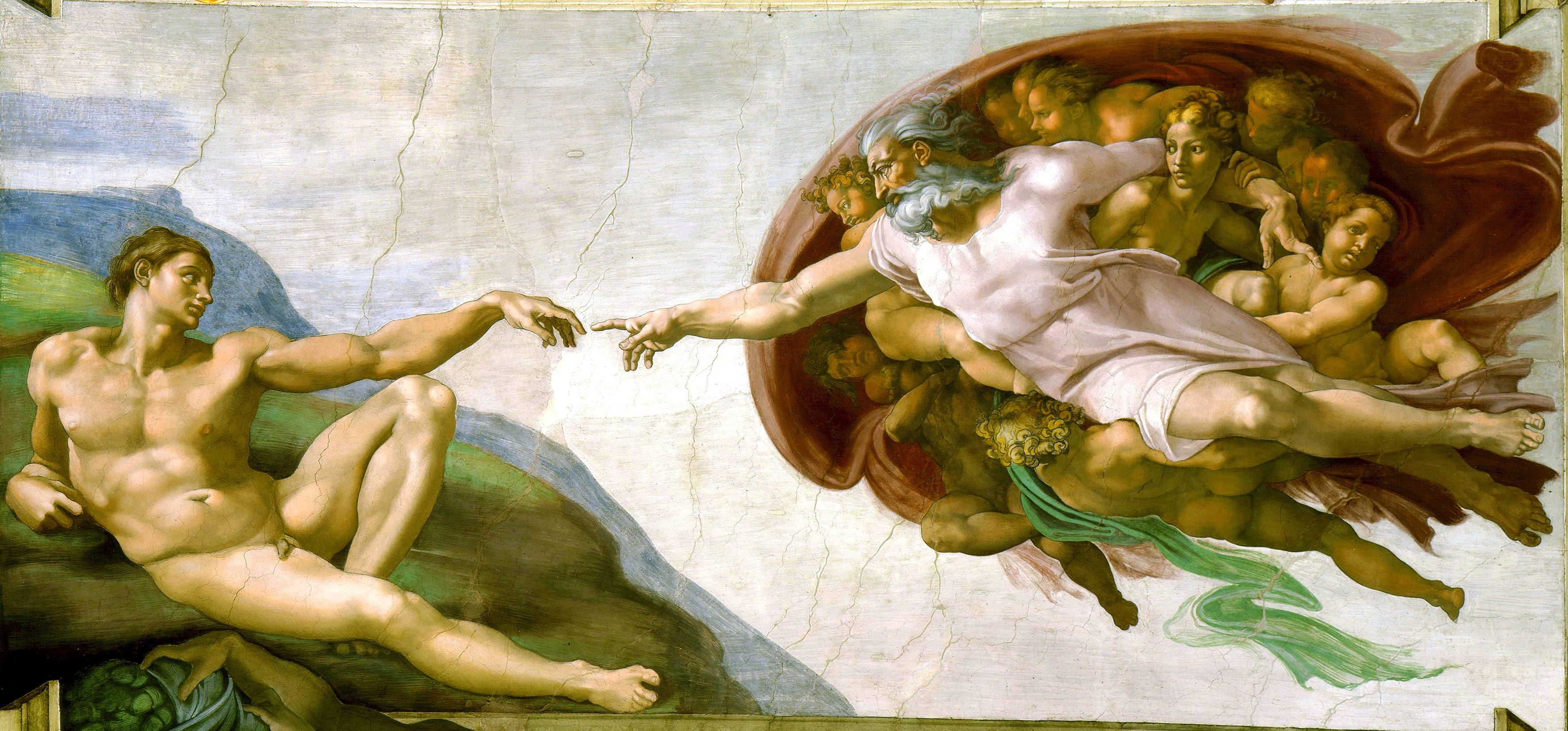
Adams skapelse.

Kapellet består av ett långt, enkelt rum täckt av ett tunnvalv med fönsteröppningar, ritat av arkitekten Baccio Pontelli. Det uppfördes 1473–1481 på uppdrag av Sixtus IV. År 1482 bjöd han in en rad konstnärer för att smycka dess interiör. Bland andra Sandro Botticelli och Pinturicchio har bidragit med fresker. Mest känd är dock Michelangelo, som målade taket (1508–1512) med scener ur skapelsehistorien samt altarväggen med en imposant fresk, som framställer Yttersta domen (1534–1541). Det blev ett centrum för nyskapad körmusik under senrenässansen och ungbarocken, med en stil som går under namnet romerska skolan. Dess främsta företrädare var Giovanni Pierluigi da Palestrina och Gregorio Allegri. Sixtinska kapellets kör har anor från medeltiden.
Sixtinska kapellet undergick under 1970- och 1980-talen en genomgripande restaurering.